# Mount Vernon (Virginia)
Mount Vernon ist ein Census-designated place im Fairfax County im US-amerikanischen Bundesstaat Virginia. Hier befindet sich der gleichnamige Landsitz Mount Vernon des ersten US-Präsidenten, George Washington.
Mount Vernon umfasst ein Areal von 21,8 km² (davon 19,7 km² als Land- und 2,1 km² als Wasserfläche). Das U.S. Census Bureau hat bei der Volkszählung 2020 eine Einwohnerzahl von 12.914 ermittelt, was einer Bevölkerungsdichte von ca. 656 Einwohnern pro km² entspricht. 
Der Ort befindet sich zwischen Alexandria und Fort Belvoir (im Westen), Huntley Meadows Park (im Norden) und Little Hunting Creek (im Osten) und findet seine natürlichen Grenzen am dortigen Potomac River.